# حزب السلام الاجتماعي

شعار حزب السلام الاجتماعي

حزب السلام الاجتماعي هو حزب سياسي مصري تأسس عقب ثورة 25 يناير. المؤسس: دكتور مهندس\ حفظي أحمد زايد. بدأ الحزب حملته الانتخابية بمؤتمر شعبي ببرج العرب (محافظة الإسكندرية). وقرر مقاطعة الانتخابات المقبلة، منسحباً من التحالف الديمقراطي من أجل مصر، متهماً التحالف «بعدم الالتزام بما وقعت عليه أطراف التحالف من توصيات، أهمها مقاطعة الانتخابات إذا لم يصدر قانون العزل السياسى، وهو ما لم يحدث»، مشيراً إلى أن الاستمرار في الانتخابات يعد خروجاً على أهداف الثورة. كما اتّهم حزب الحرية والعدالة «بإهدار ما جاء في وثيقة التحالف الديمقراطى، والإصرار على رفع شعار (الإسلام هو الحل)، ومصادرة حق باقى الأحزاب المشاركة في التحالف في التعبير».
وهو عضو في ائتلاف أحزاب مصر الوسطية.

## المبادئ
1. دولة مدنية ديمقراطية
2. الشريعة الإسلامية مصدر رئيسى للتشريع
3. المصريون سواء أمام القانون
4. المواطنة
5. السلام الإجتماعى
6. الحفاظ على سمعة ومكانة مصر
7. للمرأة كافة الحقوق وعليها كافة الواجبات

## الأهداف
1. عدالة توزيع الثروة.
2. إعادة بناء المنظومة التعليمية والبحث العلمي.
3. تفعيل دور المجتمع المدني.
4. استقلال القضاء.
5. ربط الأجر بالإنتاج.
6. هيكلة مؤسسات وهيئات الدولة.
7. رد الاعتبار للفلاح المصري.
8. تطوير مشروع توشكى كهدف قومى.
9. تنمية سيناء كهدف استراتيجى وقومى.
10. الحفاظ على الأمن المائى المصري.
11. محو الأمية كهدف قومى.

كما يضم برنامج الحزب
- حكومات إقليمية منتخبة.
- انتخاب المجالس المحلية

## وصلات خارجية
- الموقع الرسمي
- ref>البرنامج السياسي بالتفصيل (بنسق المستندات المنقولة)